# Rocío Molina Travesí
Rocío Alejandra Molina Travesí (Cochabamba, Bolivia; 24 de febrero de 1973) es una periodista, presentadora de televisión y política boliviana que ocupó el cargo de concejal municipal de la ciudad de Cochabamba desde el 31 de mayo de 2015 hasta el 3 de mayo de 2021, luego como gerente general del canal estatal Bolivia TV desde el 7 de junio de 2021 hasta el 31 de diciembre de 2022. Actualmente, trabaja en el Ministerio de Hidrocarburos y Energía, todo durante el gobierno del presidente Luis Arce Catacora.

## Biografía
Rocío Molina nació el 24 de febrero de 1973 en la ciudad de Cochabamba. Creció dentro de una familia de clase media de reconocidos artistas cochabambinos, pues su padre fue el filósofo y periodista Manolo Molina (1944-2020) y su madre es la actriz teatral de Trá La La Show Cecilia Travesí (1950).
Rocío Molina salió bachiller el año 1990 e ingresó a estudiar la carrera de comunicación social en la Universidad Católica Boliviana de Cochabamba de donde se graduó como periodista de profesión. Durante su vida laboral empezó a trabajar desde 1994 en la Red ATB en donde años después llegaría ser jefa de prensa de dicho canal. Posteriormente ingresó a trabajar como presentadora de televisión en la Red Bolivisión y luego en Red UNO.

### Concejal de Cochabamba (2015-2021)
El año 2015, Rocío Molina ingresa a la política boliviana de la mano del partido político del Movimiento al Socialismo (MAS-IPSP) participando en las elecciones subnacionales de ese año como postulante a concejal del municipio de Cochabamba. Logró salir elegida y permaneció en el cargo por un lapso de tiempo de 6 años hasta 2021.
Después de dejar el concejo municipal cochabambino, los medios de comunicación sacaron a la luz pública que la exconcejal Rocío Molina se encontraba trabajando como funcionaria pública en el Ministerio de Defensa de Bolivia, aunque cabe mencionar que no estaría por mucho tiempo en ese cargo.

### Gerente general de Bolivia TV (2021-2022)
El 7 de junio de 2021, la Viceministra de Comunicación Gabriela Alcón Merubia decidió posesionar en la ciudad de La Paz a Rocío Molina como la nueva gerente general del canal estatal Bolivia TV.